# حرکت خاص

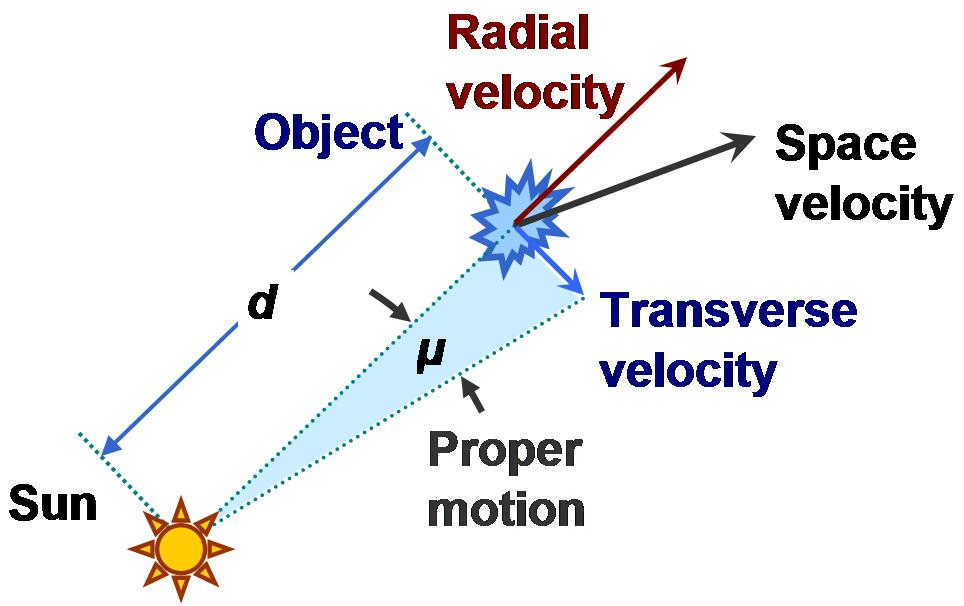
رابطهٔ بین حرکت خاص و مولفه‌های سرعت یک شیئ. در لحظهٔ انتشار شیئ در فاصلهٔ dاز خورشید بوده‌است و با نرخ زاویه‌ای μ radian/s حرکت می‌کرده است، که، μ = v_{t} / d و v_{t} = مولفهٔ عمودی سرعت نسبت به خط دید خورشید است. (شکل نشان دهندهٔ زاویهٔ μ که در واحد زمان با سرعت مماسی v_{t} جارو شده است)

حرکت خاص (به انگلیسی: Proper motion) یک ستاره یعنی نرخ تغییر موقعیت زاویه‌ای آن در طول زمان از دید مرکز جرم سامانهٔ ستاره‌ای. این کمیت بر حسب ثانیه‌های قوس در سال(arcsec/yr) سنجش می‌شود؛ که هر ۳۶۰۰ ثانیهٔ قوسی معادل یک درجه است. که با سرعت شعاعی در تضاد است، معمولاً با اثر دوپلر موج دریافتی اندازه‌گیری می‌شود. حرکت خاص ذاتی نیست، چرا که بسته به تغییر موقعیت سیستم ستاره‌ای متغیر است. حرکت خاص اغلب ستارگان چندان نامحسوس است که برای سنجش آن باید سال‌ها از آن‌ها عکاسی کرد.با توجه به ثابت بودن سرعت نور، حرکت خاص ستاره‌های دور را نمی‌توان مشاهده کرد و سرعت خاص مشاهده شده نشان دهندهٔ حرکت ستاره در لحظه‌ای است که نور از آن جدا شده‌است.

## تاریخچه
حرکت خاص توسط ستاره شناسان اولیه حدس زده می‌شد (بر اساس نسخهٔ ماکروبیوس) اما در سال ۱۷۱۸ ادموند هالی آن را ثابت کرد. او متوجه شد که ستاره‌های  شباهنگ، نگهبان شمال و دبران بیش از نیم درجه با موقعیتی که یونانیان قدیم مانند ابرخس ۱۸۵۰ سال قبل از او ثبت کرده‌اند متفاوت است.

## ستاره‌هایی با حرکت خاص زیاد

حرکت خاص ۶۱ ماکیان

نمایش موقعیت ۵ سالانهٔ ستاره بارنارد، ۱۹۸۵–۲۰۰۵.

در ادامه مواردی با بیشترین حرکت خاص بر اساس ستاره نمای هیپارکوس آورده شده‌است. به فهرست ستارگان در ستاره‌نمای هیپارکوس نگاه کنید. این فهرست ستارگانی مانند ستاره باغ چای که ضعیف اند را در خود جای نداده. فهرست کامل تری از اشیا نجومی را می‌توان در سمباد یافت.
| # | ستاره                        | حرکت خاص            | حرکت خاص    | سرعت شعاعی (km/s) | اختلاف دید (mas) |
| # | ستاره                        | μα · cos δ (mas/yr) | μδ (mas/yr) | سرعت شعاعی (km/s) | اختلاف دید (mas) |
| - | ---------------------------- | ------------------- | ----------- | ----------------- | ---------------- |
| ۱ | ستاره بارنارد                | -۷۹۸٫۷۱             | ۱۰۳۳۷٫۷۷    | -۱۰۶٫۸            | ۵۴۹٫۳۰           |
| ۲ | ستاره کاپتین                 | ۶۵۰۰٫۳۴             | -۵۷۲۳٫۱۷    | +۲۴۵٫۵            | ۲۵۵٫۱۲           |
| ۳ | گروم‌بریج ۱۸۳۰                | ۴۰۰۳٫۶۹             | -۵۸۱۴٫۶۴    | -۹۸٫۰             | ۱۰۹٫۲۲           |
| ۴ | لوکای ۹۳۵۲                   | ۶۷۶۶٫۶۳             | ۱۳۲۷٫۹۹     | +۹٫۷              | ۳۰۳٫۸۹           |
| ۵ | گلیز ۱ (CD -37 15492) (GJ 1) | ۵۶۳۳٫۹۵             | -۲۳۳۶٫۶۹    | +۲۳٫۶             | ۲۲۹٫۳۲           |
| ۶ | HIP ۶۷۵۹۳                    | ۲۲۸۲٫۱۵             | ۵۳۶۹٫۳۳     | —                 | ۷۶٫۲۰            |
| ۷ | ۶۱ ماکیان A & B              | ۴۱۳۳٫۰۵             | ۳۲۰۱٫۷۸     | -۶۴٫۳             | ۲۸۷٫۱۸           |
| ۸ | لالاند ۲۱۱۸۵                 | -۵۸۰٫۴۶             | -۴۷۶۹٫۹۵    | -۸۵٫۰             | ۳۹۲٫۵۲           |
| ۹ | اپسیلون هندی                 | ۳۹۶۱٫۴۱             | -۲۵۳۸٫۳۳    | -۴۰٫۴             | ۲۷۵٫۷۹           |

## نرم‌افزار
نرم‌افزارهایی وجود دارند که با استفاده از آن‌ها می‌توان این حرکت را مشاهده کرد. دو نمونهٔ رایگان آن‌ها عبارتند از:
- هیپ لاینر - نرم‌افزار رایگان- ویندوز، نسبتاً پیچیده، با بعضی صفحه‌های نمایش زیبا. هنوز در حال توسعه است و نیاز به پیمایش و پیکربندی بیشتر ویژگی‌ها دارد.
- زیفیم - نرم‌افزار رایگان- لینوکسو اپل OS X - بستهٔ اخترسنجی کامل، می‌تواند به یک منطقه از آسمان متمرکز شود، با قابلیت تنظیم گام زمان، و نمایش حرکت ستاره‌ها در طول زمان.